# Oligostigmoides
Oligostigmoides és un gènere d'arnes de la família Crambidae descrit per William Harry Lange el 1956.

## Taxonomia
- Oligostigmoides cryptalis (Druce, 1896)
- Oligostigmoides cuernavacalis Lange, 1956
- Oligostigmoides mediocinctalis (Hampson, 1897)
- Oligostigmoides peruviensis (Hampson, 1917)
- Oligostigmoides profusalis (Schaus, 1912)